# Hanavský pavilon
Hanavský pavilon je výrazná zděná a litinová novobarokní budova v Letenských sadech v Praze-Holešovicích, v sousedství Kramářovy vily. Stavba tvoří výraznou dominantu zejména při pohledu zespoda od řeky Vltavy, její východní terasa a vyhlídková plošina na severojižní cestě Letenských sadů poskytují panoramatický výhled na Prahu. V současné době slouží jakožto vyhlídkové restaurační zařízení.

## Historie
Stavba byla původně vytvořena jako reprezentační pavilon Komárovských železáren u Hořovic pro pražskou Jubilejní zemskou výstavu v roce 1891. Stavba je pojmenována po tehdejším majiteli železáren Vilému Hanavském, knížeti z Hanavy a Hořovic, synu Viléma Fridricha Hesenského. Pavilón navrhli architekti Otto Haiser a Josef Hercík (1849–1919), detaily dekorace navrhl výtvarník Zdeněk Emanuel Fiala.
Jde o zajímavou bohatě plasticky zdobenou technickou památku. Konstrukce je z litiny, má základy z kamene a z cihel, obvodové zdivo je hrázděné z betonu, bohatě prosklené, schody jsou žulové a pozdější terasa z betonu. Není nejstarší pražskou litinovou stavbou, starší jsou hala a nástupiště Masarykova nádraží z roku 1862, mimo Prahu dvě kolonády: Sadová v Karlových Varech (1881), kolonáda v Mariánských Lázních (1886) a zámecký pavilón na Hluboké, který byl ovšem odlit v Blansku.
Po skončení výstavy byl pavilon rozebrán a kníže Hanavský jej daroval městu Praze, poté byl převezen na své dnešní místo a znovu postaven. Nebyla obnovena vstupní dvojice pylonů se sochami Antonína Procházky a Františka Hergesela a lunetový záhon s nápisem SALVE (latinsky „buď zdráv“) vysázeným z květin.
V letech 1967 a 1987 pavilon prodělal dvě náročné rekonstrukce spojené s restaurováním jednotlivých částí stavby, včetně kompletní výměny nejpoškozenějších částí a nového osazení litinových prvků její konstrukce. Zejména druhá rekonstrukce se odchýlila od přesného kopírování původních detailů: zmizela břidlicová krytina střechy, zaoblené příčníky okenních rámů byly napřímeny, oblé litinové kandelábry s vejčitými lucernami vyměněny za velkosériové rovné, přibyla novodobá mříž před schodištěm do suterénu.